# Flatwoods (Virginia Occidentale)
Flatwoods è una città degli Stati Uniti d'America ubicata nello stato della Virginia Occidentale e nella contea di Braxton.

## Storia
Sebbene sia stata costituita per la prima volta nel 1902, le mappe mostrano l'esistenza di Flatwoods come città dal 1873 ed una chiesa vi fu fondata da un pastore, di nome John Clark, già nel 1830. La West Virginia and Pittsburgh Railroad estendeva un ramo attraverso Flatwoods alla fine del XIX secolo e possedeva qui una filiale di Sutton, in seguito la linea fu rilevata dalla Baltimore and Ohio Railroad e Flatwoods si trovò così a metà strada sulla diramazione Clarksburg-Richwood, a circa 62,6 miglia dal terminal di Clarksburg e 59,1 miglia dal terminal di Richwood.
La comunità divenne nota a livello nazionale per l'incidente del mostro di Flatwoods, avvenuto il 12 settembre 1952.